# Cassidulus delectus
Cassidulus delectus is een zee-egel uit de familie Cassidulidae.
De wetenschappelijke naam van de soort werd in 1960 gepubliceerd door Krau.